# إدوين جاكسون (لاعب كرة قدم أمريكية)
إدوين جاكسون (بالإنجليزية: Edwin Jackson)‏ هو لاعب كرة قدم أمريكية أمريكي، ولد في 19 ديسمبر 1991 في أتلانتا في الولايات المتحدة، وتوفي في 4 فبراير 2018 في إنديانابوليس في الولايات المتحدة بسبب حادث مرور.

## وصلات خارجية
- إدوين جاكسون على موقع إي إس بي إن.كوم (أن.أف.أل)3
- إدوين جاكسون على موقع مرجع كرة القدم المحترفة.كوم (الإنجليزية)
- إدوين جاكسون على موقع كلية كرة القدم في سبورتس رفرنس.كوم (الإنجليزية)